# Parque nacional marino de Kisite-Mpunguti
El Parque nacional de Kisite-Mpunguti (en inglés: Kisite-Mpunguti National Park) está situado en la costa sur de Kenia, cerca de Shimoni y al sur de Isla Wasini en el condado de Kwale, cerca de la frontera con Tanzania. El parque Kisite cubre 11 kilómetros cuadrados, mientras que la reserva de Mpunguti reserva abarca 28 kilómetros cuadrados.
El parque cubre un área de cuatro pequeñas islas rodeadas de arrecifes de coral.
La vida marina es abundante, incluidos los peces gatillo, peces ángel, peces mariposa, los meros, peces loro, doncellas, peces escorpiones, peces globo, rayas, pargos, tortugas verdes, tortugas carey, y delfines. Las ballenas jorobadas y tiburones ballena son estacionales.